# Icona Pop
Icona Pop (pronunciación en inglés: /aɪˈkɒnə pɒp/) es un dúo sueco de synth pop con influencias del electro house, dubstep, e indie pop. Se formó en 2010 y está conformado por Aino Jawo y Caroline Hjelt. También suelen presentarse como disc jockeys. Desde 2012 el dúo permanece radicado en las ciudades de Los Ángeles y Nueva York.

## Trayectoria
Aino Jawo nació el 7 de julio de 1986, de padre gambiano y madre finlandesa, mientras que Caroline Elizabeth Hjelt nació el 8 de noviembre de 1987. Ambas se conocieron en una fiesta y se propusieron inmediatamente trabajar en un proyecto musical. Firmaron con la compañía discográfica TEN Music Group en 2009. Desde hace un tiempo, el dúo está radicado en Londres donde captó la atención internacional, gracias a su primer sencillo "Manners" lanzado en 2010 por el sello francés Kitsuné Music. Posteriormente, en 2011 se lanzó una versión titulada "Mind Your Manners" realizada junto con el dúo estadounidense de hip hop Chiddy Bang. En ese año, lanzaron el EP "Nights Like This" por Mercury Records, que incluía "Manners" y "Sun Goes Down", una colaboración con el equipo de productores The Knocks.
Luego de realizar una gira internacional por varios festivales en Europa y en los Estados Unidos, lanzan en 2012 su segundo EP, The Iconic, que incluye el éxito "I Love It", en la que cuenta con la colaboración de la cantante inglesa Charli XCX. Este sencillo alcanzó la segunda ubicación en Suecia, el número 7 en el Hot 100 de Billboard, debutó en el número 1 en el Reino Unido, y apareció en el videojuego de carreras Need for Speed: Most Wanted (videojuego de 2012). Además fue certificado con el disco de platino en países como Suecia, Alemania, Australia, Suiza, Canadá y los Estados Unidos. Desde septiembre de 2012 el dúo reside en Los Ángeles. Su álbum debut autotitulado Icona Pop fue lanzado en noviembre de 2012 y recibió críticas positivas por parte de la prensa. En septiembre de 2013 lanzaron su segundo material discográfico This Is... Icona Pop alcanzando la ubicación número 36 en el Billboard 200 de los Estados Unidos. De él se desprenden sencillos como "Girlfriend" y "All Night". En 2014, colaboraron en el sencillo promocional «Let's Go» de Tiësto incluido en el álbum A Town Called Paradise.
El 1 de septiembre de 2023 lanzaron "Club Romantech", su  tercer álbum de estudio luego de diez años.  El álbum incluye una serie de singles ya lanzados desde 2020: "Feels in My Body", "Spa", "Off of My Mind", "You're Free", "I Want You", "Faster" y "Shit We Do for Love". Club Romantech recibió una puntuación de 76 sobre 100 en las reseñas de Metacritic según cuatro críticos, lo que indica una recepción "generalmente favorable".

## Discografía

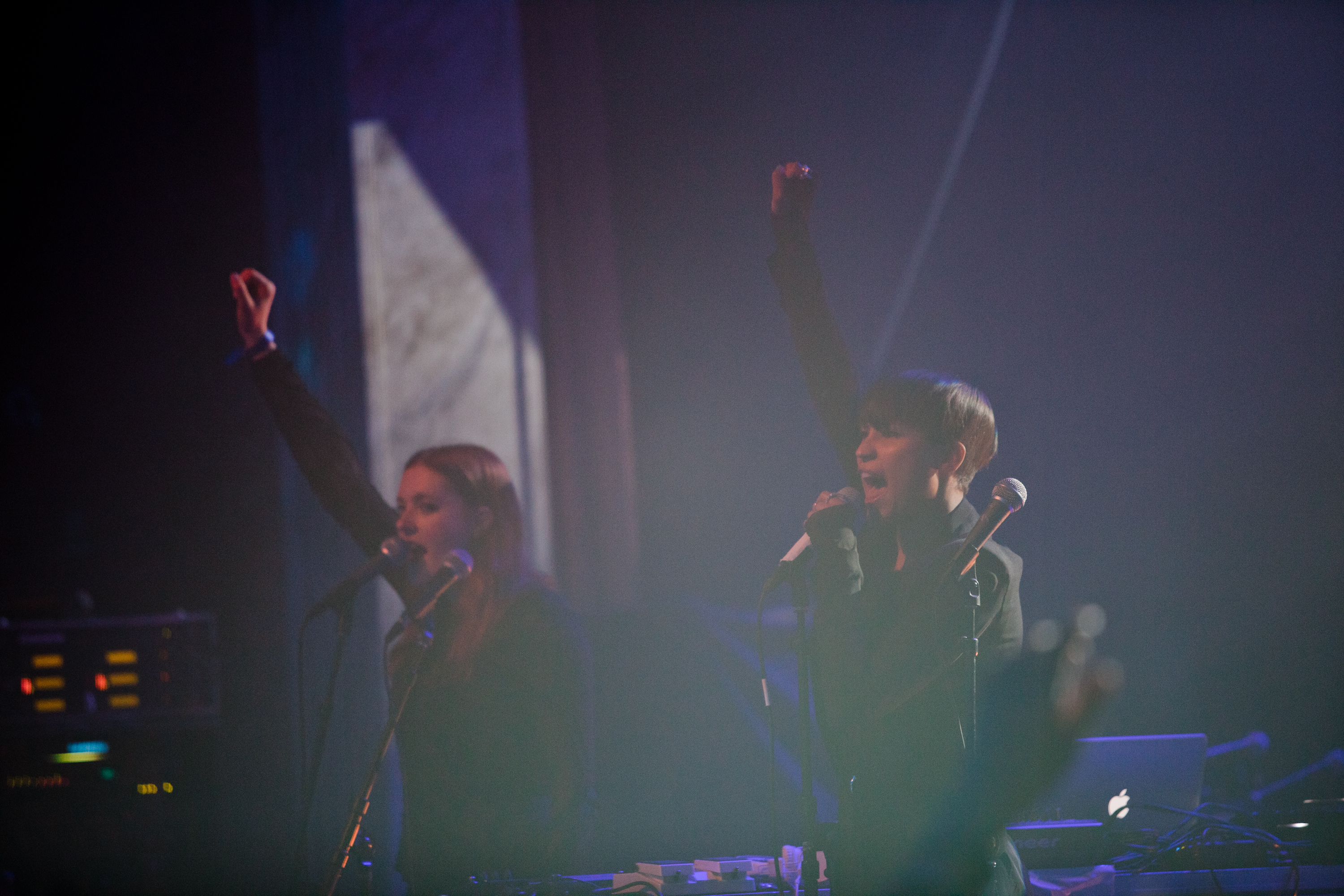
Icona Pop en Peace & Love 2012.

### Álbumes

#### Álbumes de estudio
| Año  | Título | Mejor posición | Mejor posición | Mejor posición | Mejor posición |
| Año  | Título | SUE            | ESP            | USA            | UK             |
| ---- | --- | -------------- | -------------- | -------------- | -------------- |
| 2012 | Icona Pop - Lanzamiento: 14 de noviembre de 2012 - Discográfica: Record Company TEN - Formatos: CD, descarga digital                | 55             | —              | —              | —              |
| 2013 | This Is... Icona Pop - Lanzamiento: 24 de septiembre de 2013 - Discográfica: TEN, Big Beat Records - Formatos: CD, descarga digital | —              | 78             | 36             | 86             |
| 2023 | Club Romantech - Lanzamiento: 1 de septiembre de 2023 - Discográfica: Record Company TEN - Formatos: CD, descarga digital           | —              | —              | —              | —              |

#### Extended Plays
- 2011: Nights Like This
- 2012: Iconic
- 2013: iTunes Festival: London 2013
- 2015: Emergency
- 2015: Emergency (Remixes)

### Sencillos
| Año  | Título                       | Mejor posición en listas | Mejor posición en listas | Mejor posición en listas | Mejor posición en listas | Mejor posición en listas | Mejor posición en listas | Mejor posición en listas | Mejor posición en listas | Mejor posición en listas | Mejor posición en listas | Certificaciones | Álbum     |
| Año  | Título                       | SUE                      | ALE                      | AUS                      | AUT                      | CAN                      | Hot 100                  | USA Dance                | ESP                      | UK                       | SUI                      | Certificaciones | Álbum     |
| ---- | ---------------------------- | ------------------------ | ------------------------ | ------------------------ | ------------------------ | ------------------------ | ------------------------ | ------------------------ | ------------------------ | ------------------------ | ------------------------ | --- | --------- |
| 2012 | «I Love It» (con Charli XCX) | 2                        | 3                        | 3                        | 3                        | 9                        | 7                        | 2                        | 4                        | 1                        | 10                       | - ALE: 3× Oro - AUS: 5× Platino - AUT: Oro - CAN: 4× Platino - USA: 3× Platino - ITA: 2× Platino - NZ: Oro - UK: Oro - SUE: Platino - SUI: Platino | Icona Pop |
| 2012 | «We Got the World»           | 29                       | —                        | —                        | —                        | —                        | —                        | —                        | —                        | —                        | —                        | | Icona Pop |
| 2013 | «Girlfriend»                 | 57                       | 17                       | 55                       | 27                       | —                        | —                        | —                        | —                        | —                        | 73                       | | This Is.. |
| 2013 | «All Night»                  | —                        | 66                       | 84                       | 43                       | 57                       | 111                      | 1                        | 43                       | 31                       | 75                       | - CAN: Oro | This Is.. |
| 2014 | «Just Another Night»         | —                        | —                        | —                        | —                        | —                        | —                        | 36                       | —                        | —                        | —                        | | This Is.. |
| 2014 | «Get Lost»                   | 58                       | —                        | —                        | —                        | —                        | —                        | 32                       | —                        | —                        | —                        | |           |
| 2015 | «Emergency»                  | 19                       | —                        | —                        | —                        | 99                       | —                        | 1                        | —                        | —                        | —                        | |           |
| 2016 | «Someone Who Can Dance»      | 56                       | —                        | —                        | —                        | —                        | —                        | —                        | —                        | —                        | —                        | |           |

#### Colaboraciones
| Año  | Título                                               | Posiciones en listas | Posiciones en listas | Posiciones en listas | Certificaciones   | Álbum                  |
| Año  | Título                                               | USA                  | AUS                  | NZ                   | Certificaciones   | Álbum                  |
| ---- | ---------------------------------------------------- | -------------------- | -------------------- | -------------------- | ----------------- | ---------------------- |
| 2011 | «Mind Your Manners» (Chiddy Bang con Icona Pop)      | 115                  | 11                   | 32                   | - AUS: 2× Platino | Breakfast              |
| 2013 | «Ready for the Weekend» (The Cataracs con Icona Pop) | —                    | —                    | —                    |                   | —                      |
| 2014 | «Let's Go» (Tiësto con Icona Pop)                    | —                    | —                    | —                    |                   | A Town Called Paradise |
| 2014 | «Never Been in Love» (Cobra Starship con Icona Pop)  | —                    | —                    | —                    |                   | —                      |